# Kałojanowo (obwód Sliwen)
Kałojanowo (bułg. Калояново) – wieś w Bułgarii, w obwodzie Sliwen, w gminie Sliwen. Według danych szacunkowych Ujednoliconego Systemu Ewidencji Ludności oraz Usług Administracyjnych dla Ludności, 15 czerwca 2020 roku miejscowość liczyła 840 mieszkańców.